# Lophonectes mongonuiensis
Lophonectes mongonuiensis és un peix teleosti de la família dels bòtids i de l'ordre dels pleuronectiformes.

## Hàbitat
Es troba a una fondària d'entre 26 i 55 m.

## Distribució geogràfica
Es troba a les costes de Nova Zelanda.